# حمام پرکوه
حمام پرکوه یک حمامی عمومی تاریخی واقع در روستای پرکوه است که در فهرست آثار ملی استان مازندران ثبت شده‌است.

## ویژگی‌ها
در دو سوی سربینه (رخت‌کن) سکوهایی برای نشستن تعبیه‌شده و حوض کوچکی نیز در وسط سربینه قرار دارد و بعد از عبور از سربینه وارد فضایی به‌نام میان‌در می‌شویم که راهروی پیچ‌داری به فضای گرم‌خانه متصل می‌شود و در میانه این راهرو سرویس بهداشتی نیز ساخته شده‌است.
گرم‌خانه فضایی مستطیل‌شکل دارد و در ارتفاع حدوداً یک متری دیوار مقابل در ورودی گرم‌خانه، دریچه‌ای وجود دارد به که فضای خزینه باز می‌شود.
با کمی فاصله در منتهی‌الیه همان ضلع دیوار در سمت راست در ارتفاع ۲۳۰ سانتی‌متری دریچه کوچکی قرار گرفته که خزینه آب سرد باز می‌شود و دقیقاً روبروی همین دریچه و سمت راست در ورودی گرم‌خانه فضای راهرو مانندی به عرض ۸۰ و طول ۱۵۰ سانتی‌متر به چشم می‌خورد که در انتهای آن در داخل دیوار و در ارتفاع ۱۲۰ سانتی‌متر حوضچه نیم‌دایره‌ای به شعاع ۵۰ سانتی‌متری قرار دارد که با آب گرم پر می‌شده‌است.

## نگارخانه

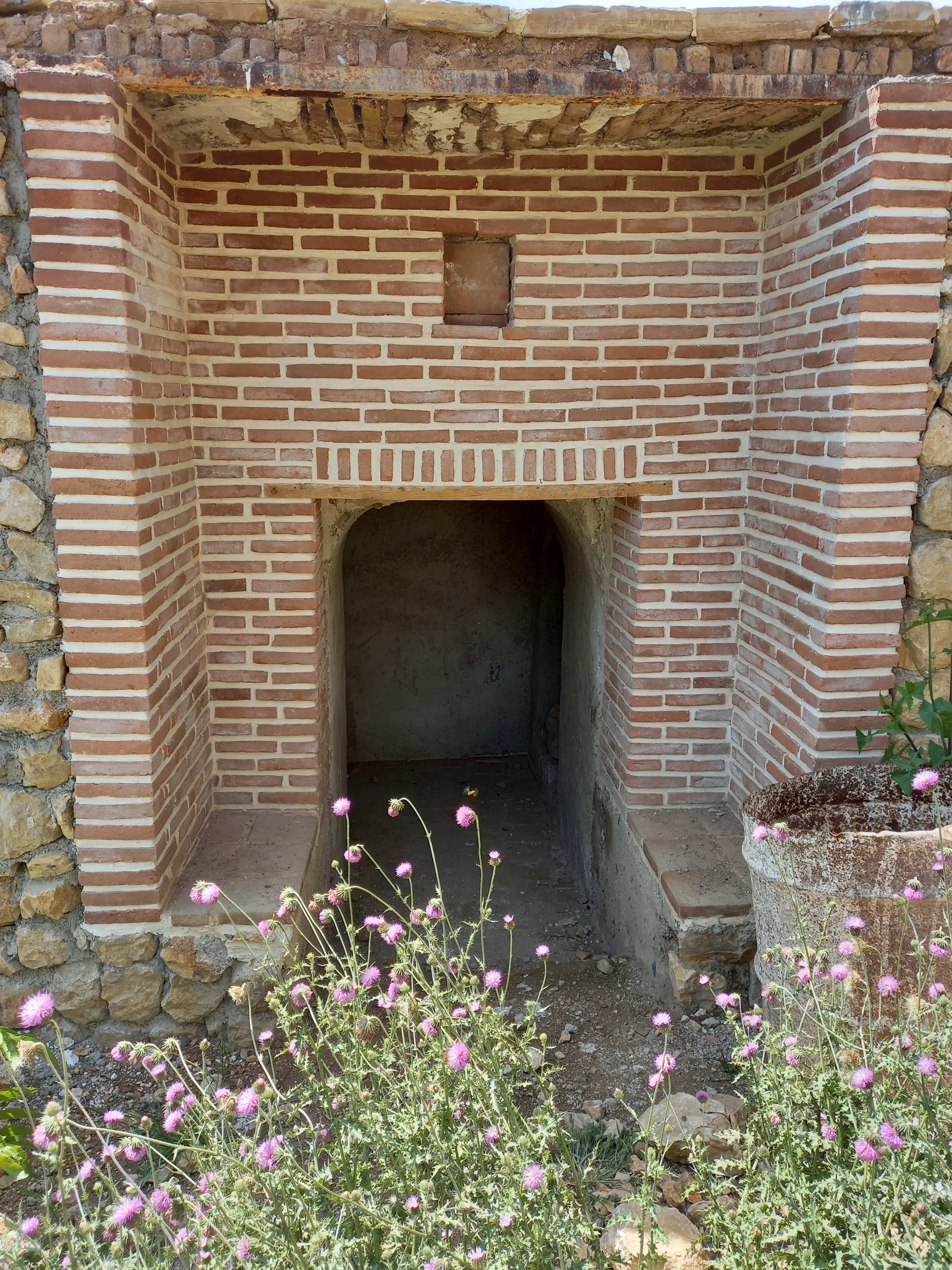
در ورودی
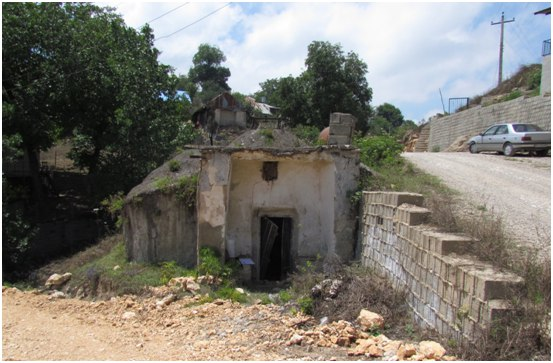
پیش از مرمّت